# Đelac – Hazarder u smokingu (biografija)
Đelac – hazarder u smokingu je biografska knjiga o Anđelku Herjavcu autora Alena Matušina.
Vizualni identitet knjige kreirao je Luka Šalamun, a objavljena je 2020. godine u izdanju varaždinskog internetskog portala eVaraždin. Bavi se životom i djelom hrvatskog gospodarstvenika i nogometnog menadžera koji je 2001. godine stradao u prometnoj nesreći.
Anđelko Herjavec, poznat i pod nadimkom Đelac, 1990-ih bio je direktor hrvatske podružnice Levi'sa u Novom Marofu, generalni direktor Varteksa u Varaždinu, predsjednik varaždinskog Nogometnog kluba Varteks, član Izvršnog odbora Hrvatskog nogometnog saveza, predsjednik Nadzornog odbora Varaždinske banke i član predsjedništva Hrvatske demokratske zajednice.

## Pisanje i razvoj
Knjiga je nastala u sklopu projekta portala eVaraždin kojemu je bio cilj po prvi put sustavno istražiti te u formi biografske knjige i dokumentarnog filma strukturirati Herjavčev život, djelovanje i ostavštinu. Iako je u trenutku pokretanja projekta od Herjavečeve smrti prošlo 17 godina, do nastanka ove knjige i dokumentarnoga filma „Đelac“(2020.) o Anđelku Herjavcu mogli su se pronaći tek fragmentarni medijski prikazi ili prigodne objave povodom obljetnica njegove smrti. Uočena je, stoga, opasnost da bi s još većim protekom vremena i nedostatkom živih svjedoka adekvatan prikaz života i djelovanja Anđelka Herjavca mogao biti posve nemoguć.
U svrhu nastanka knjige snimljeno je više desetaka sati intervjua s Herjavčevim suradnicima, obitelji, te sudionicima ili stručnjacima za danas povijesna zbivanja na području tekstilne industrije, sporta i sportskog biznisa, politike i bankarstva. Pregledano je više od 50 sati arhivskog video materijala te je proučena arhiva različitih novinskih izdanja u razdoblju od kraja 1970-ih do početka 2000-ih godina.

## Sadržaj
Niti koje povezuju knjigu su dvije vrlo izražene karakterne osobine Anđelka Herjavca: ambicioznost i sklonost riziku. Otuda i podnaslov knjige „hazarder u smokingu“, koji je i povijesno referentan, odnosno po prvi put je u kontekstu osobnosti Anđelka Herjavca upotrijebljen u magazinu Glorija 2000. godine.
Knjiga po prvi put govori o ključnim i često vrlo rizičnim potezima koje je Herjavec povlačio od trenutka kada je kao pripravnik u Varteksu direktorici rekao da joj namjerava postati šef – do trenutka kada se povezao s Amanciom Ortegom, osnivačem Zare, u namjeri da stvori svjetski modni brend. Od dana kada je bio doživljavan s podsmijehom zbog rečenice da će u Varaždinu igrati Manchester United – do dana kada je u svojem stanu ugostio cijelu momčad Palma de Mallorce, nakon što je Nogometni klub Varteks 18 godina prije Dinama uspio izboriti „europsko proljeće“.
U knjizi je riječ i o kontroverzama koje su pratile Anđelka Herjavca, o njegovom političkom angažmanu u HDZ-u, kao i specifičnom odnosu koji je imao s prvim hrvatskim predsjednikom Franjom Tuđmanom. Rekonstruirana su i posljednja 24 sata Herjavčeva života, a njegov suputnik u trenutku nesreće za knjigu je otkrio što se događalo u vozilu neposredno prije kobnoga sudara u kojemu je Anđelko Herjavec izgubio život.

## Poznate osobe u knjizi
Franjo Tuđman – prvi hrvatski predsjednik s kojim je Anđelko Herjavec dijelio strast prema nogometu, iz čega su proizašle brojne anegdote s tribina maksimirskog stadiona.
Zlatko Dalić – izbornik hrvatske nogometne reprezentacije, jedan od Anđelku Herjavcu najbližih igrača koji je za vrijeme njegovog mandata na čelu kluba započeo svoju trenersku karijeru.
Branko Ivanković – hrvatski nogometni trener i jedan od najbližih suradnika Anđelka Herjavca krajem 1980-ih i početkom 1990-ih godina, kada su Nogometni klub Varteks pretvarali u sportsko-poslovni sustav.
Davor Štern – bivši hrvatski ministar gospodarstva koji je 1990-ih svjedočio sastancima Anđelka Herjavca s Hrvatskom vladom.

## Povijesni kontekst
Grad Varaždin – kao direktor najveće varaždinske tvrtke, predsjednik popularnog nogometnog kluba i političar, Anđelko Herjavec je 1990-ih godina utjecao na ključne tijekove zbivanja u gradu Varaždinu. Životopis Anđelka Herjavca stoga je na određeni način i povijest grada Varaždina u istom razdoblju.
Tvornica Varteks d.d. – knjiga otkriva dramatične situacije u kojoj se našla desetljećima najveća hrvatska tvornica tekstila. Zanimljivost iz knjige je da se jedan od ključnih poslovnih sastanaka 1990-ih odigrao u bazenu.
Nogometni klub Varteks – knjiga otkriva okolnosti i proces pretvaranja dotada trećeligaškog nogometnog kluba u treći po snazi hrvatski sportsko-poslovni sustav s hvaljenom nogometnom školom.
Levi's Novi Marof – knjiga po prvi put govori o povijesti hrvatske podružnice Levi's osnovane 1983. godine u Novom Marofu, kao reakcija na odlazak građana Jugoslavije u Trst po traperice.

## Stručni kontekst
Knjigu „Đelac – hazarder u smokingu“ može se sagledavati iz više aspekata. Riječ je ponajprije o životopisu poznatog hrvatskog gospodarstvenika i sportskog djelatnika, iz koje se, s obzirom na njegov društveno-politički utjecaj, djelomično iščitava i povijest grada Varaždina i Republike Hrvatske u tranzicijskom vremenu.
Knjiga je zanimljiva studentima ekonomije i menadžementa – ekonomistima, poduzetnicima i menadžerima jer na plastičan način opisuje suočavanje s graničnim situacijama u velikom poslovnom sustavu i razvoj leadershipa. Djelatnicima u PR-u ili medijima izdanje na konkretnim primjerima dočarava krizno komuniciranje i strategije komunikacija kada je riječ o upravljanju ljudskim resursima.

## Recepcija
Izdanje je doživjelo veliki interes javnosti u Herjavčevu rodnom Varaždinu, a zbog prepoznatljivosti osobe o kojoj se piše i otkrivanja detalja dotada poznatih tek uskom krugu ljudi, izdanje je zapaženo i širom Hrvatske. Ulomci iz knjige u tri nastavka objavljeni su u Sportskim novostima.
"Čovjek koji je istovremeno bio veliki gospodarski i sportski menadžer, a koketirao s politikom i estradom, prije svega je bio iznimno vješt PR-ovac. U vrijeme kada je taj termin na ovim prostorima bio gotovo nepoznat, Đelac se, kako su ga zvali, znao odlično “prodati”. Od samog je sebe stvorio brend pa potom i od onih kojima se bavi. Nije čudno da je takav, a pritom šarmantan i nepredvidiv, intrigantan lik za knjigu i film." - Višnja Gotal, "Đelac - Vizionar koji je otišao prerano", Jutarnji list, 03.2020.